# Rosaliakapelle Gföhleramt

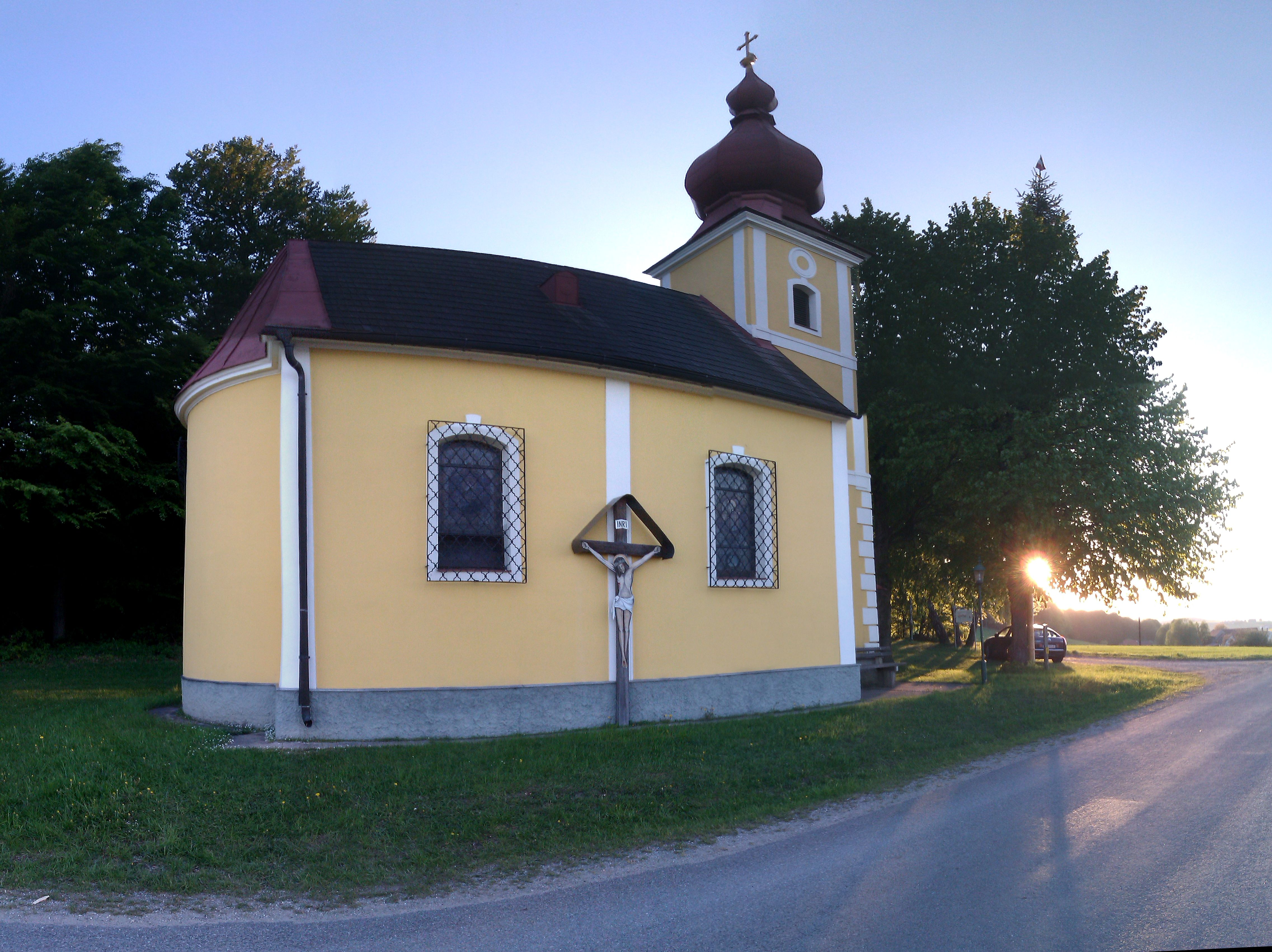
Rosaliakapelle in Gföhleramt

Die Rosaliakapelle Gföhleramt ist eine römisch-katholische Wallfahrtskapelle in der Siedlung Gföhleramt in der Gemeinde Gföhl in Niederösterreich.
Eine Wallfahrt besteht hier seit 1679. Die Rosaliakapelle wurde 1875 als freistehender Saalbau mit Halbkreisapsis und vorgestelltem Westturm erbaut. Der Rechteckbau zeigt sich mit Putzlisenengliederung und Segmentbogenfenstern, die Apsis mit einem Rundfenster. Der Turm mit einem giebelüberdachten Rechteckportal als Kircheneingang hat segmentbogige Schallfenster und einen Spitzzwiebelhelm über einem profilierten Traufgesims. An der Nordwand steht ein auf Blech gemaltes Kruzifix vom Bildhauer E. Krinz.
Das Langhaus und die Apsis sind mit Stichkappentonnen auf Pilastern überwölbt. Die Apsis wird durch einen Korbbogen mit seitlichen Rundbogennischen vom Langhaus getrennt. Die Glasgemälde mit Medaillonsbildern schuf Carl Geyling’s Erben 1919.
Den Altar, ein kleines Wandretabel mit seitlichen Voluten baute um 1875 Franz Mayerhofer. Die Figuren und Bilder wie auch die Kreuzwegbilder sind von Franz Mayerhofer um 1881. Die Glocke wurde 1829 von Johann Gottlich Jennichen gegossen.